# Parti Réformateur Libéral
Parti Réformateur Libéral fou un partit polític belga, successor del Partit Liberal, que va rebre els noms de Parti de la liberté et du progrès (PLP) i Parti des réformes et de la liberté de Wallonie (PRLW) quan el 1976 se li va unir Rassemblement Wallon. El 2002 es va unir al Moviment dels Ciutadans pel Canvi, al Partei für Freiheit und Fortschritt i al Front Democràtic dels Francòfons de Brussel·les transformà en Mouvement Réformateur.

## Història

### Antecedents
Va sorgir el 1972 quan el Partit de la Llibertat i del Progrés es va escindir en dos partits, el francòfon Parti Réformateur Libéral i el flamenc Partij voor Vrijheid en Vooruitgang. La secció brussel·lesa va formar coalició electoral amb el Front Democràtic dels Francòfons (FDF). El 1976 va absorbir Rassemblement Wallon i el seu cap, Jean Gol, va dirigir el nou partit específicament való, el Parti des réformes et de la liberté de Wallonie (PRLW).

### El PRL
El 1979 el Parti des réformes et de la liberté de Wallonie (PRLW) s'uní a l'ala brussel·lesa per a adoptar el nom definitiu de Parti Réformateur Libéral (PRL), amb el que es presentà a les eleccions legislatives belgues de 1981. El 1982 Louis Michel fou nomenat President del partit, rellevant Jean Gol. Després de les eleccions legislatives belgues de 1999 formà part d'un govern de coalició presidit pel liberal Guy Verhofstadt del Vlaamse Liberalen en Democraten amb els socialistes de Flandes i de Valònia i els ecologistes Groen i Ecolo. El 2002 es transformà en Mouvement Réformateur.

## Presidents del partit
- 1972 - 1973 : Milou Jeunehomme
- 1973 - 1979 : André Damseaux
- 1979 - 1982 : Jean Gol
- 1982 - 1990 : Louis Michel
- 1990 - 1992 : Antoine Duquesne i Daniel Ducarme
- 1992 - 1995 : Jean Gol
- 1995 - 1999 : Louis Michel
- 1999 - 2003 : Daniel Ducarme
- 2003 - 2004 : Antoine Duquesne
- 2004 - : Didier Reynders